# من الأفضل الاتصال بسول (الموسم 1)
عُرض الموسم الأول من المسلسل الدرامي التلفزيوني الأمريكي من الأفضل الاتصال بسول في 8 فبراير 2015، واُختتم في 6 أبريل 2015. تم بث الموسم المكون من عشر حلقات ليلة الاثنين في الولايات المتحدة على إيه إم سي، باستثناء الحلقة التجريبية التي تم بثها في يوم الأحد. تم إنشاء من الأفضل الاتصال بسول كفترة سابقة من مسلسل اختلال ضال بواسطة فينس غيليغان وبيتر غولد، وكلاهما عمل أيضًا في اختلال ضال.

## الحلقات
| ر. الإجمالي | ر. في الموسم | العنوان                                     | المخرج          | الكاتب                   | تاريخ العرض الأصلي | عدد المشاهدات (بالمليون) |
| ----------- | ------------ | ------------------------------------------- | --------------- | ------------------------ | ------------------ | ------------------------ |
| 1           | 1            | «Uno (أونو)»                                | فينس غيليغان    | فينس غيليغان & بيتر غولد | 8 فبراير 2015      | 6.88                     |
| 2           | 2            | «Mijo (ميجو)»                               | ميشيل ماكلارين  | بيتر غولد                | 9 فبراير 2015      | 3.42                     |
| 3           | 3            | «Nacho (ناتشو)»                             | تيري ماكدونو    | توماس شنوز               | 16 فبراير 2015     | 3.23                     |
| 4           | 4            | «Hero (بطل)»                                | كولين باكسي     | جينيفر هاتشيسون          | 23 فبراير 2015     | 2.87                     |
| 5           | 5            | «Alpine Shepherd Boy (راعي غنم جبال الألب)» | نيكول كاسيل     | برادلي بول               | 2 مارس 2015        | 2.71                     |
| 6           | 6            | «Five-O (فايف-أو)»                          | آدم بيرنستاين   | جوردون سميث              | 9 مارس 2015        | 2.57                     |
| 7           | 7            | «Bingo (بنغو)»                              | لاريسا كوندراكي | جينيفر هاتشيسون          | 16 مارس 2015       | 2.67                     |
| 8           | 8            | «RICO (ريكو)»                               | كولين باكسي     | جوردون سميث              | 23 مارس 2015       | 2.87                     |
| 9           | 9            | «Pimento (بيمنتو)»                          | توماس شنوز      | توماس شنوز               | 30 مارس 2015       | 2.38                     |
| 10          | 10           | «Marco (ماركو)»                             | بيتر غولد       | بيتر غولد                | 6 أبريل 2015       | 2.53                     |

## وصلات خارجية
- من الأفضل الاتصال بسول (الموسم 1) على موقع ميتاكريتيك (الإنجليزية)
- من الأفضل الاتصال بسول (الموسم 1) على موقع روتن توميتوز (الإنجليزية)
- – الموقع الرسمي
- من الأفضل الاتصال بسول على نتفليكس (الاشتراك مطلوب)
- قائمة حلقات من الأفضل الاتصال بسول  على قاعدة بيانات الأفلام على الإنترنت